# 西多久村
西多久村（にしたくむら）は、佐賀県小城郡にあった村。現在の多久市の一部にあたる。

## 地理
多久盆地の西部に位置していた。
- 河川：牛津川[2]
- 山岳：八幡岳、女山（船山）[2]

## 歴史
- 1889年（明治22年）4月1日、町村制の施行により、小城郡板屋村が単独で村制施行し、西多久村が発足[1][2]。旧村名を継承した板屋の1大字を編成[2]。
- 1921年（大正10年）電気点灯[2]
- 1925年（大正14年）西多久郵便局開設[2]
- 1954年（昭和29年）10月1日、小城郡東多久村、南多久村、多久村、北多久町と合併し、市制施行し多久市を新設して廃止された[1][2]。合併後、多久市西多久町板屋となる[2]。

## 産業
- 農業、商業[2]
- 産物：米、酒、繭、木材、麦、木炭、西瓜、大根[2]
- 明治末期、ミカン栽培が始まり、昭和初期に村内に普及した[2]。